# Список груп сферичної симетрії
| · Симетрії-інволюції · Cs, (*) · [ ] =         | · Циклічна симетрія · Cnv, (*nn) · [n] =      | · Діедрична симетрія · Dnh, (*n22) · [n,2] =   |
| Групи многогранників, [n,3], (*n32)            |                                               |                                                |
| · Тетраедрична симетрія · Td, (*332) · [3,3] = | · Октаедрична симетрія · Oh, (*432) · [4,3] = | · Ікосаедрична симетрія · Ih, (*532) · [5,3] = |

Групи сферичної симетрії також називають точковими групами в тривимірному просторі, однак у цій статті розглянуто тільки скінченні симетрії. Існує п'ять фундаментальних класів симетрії, притаманних трикутним фундаментальним областям: діедрична, циклічна, тетраедрична, октаедрична та ікосаедрична симетрія.
В статті перелічено групи згідно з символами Шенфліса, нотацією Коксетера, орбіфолдною нотацією і порядком. Конвей використовував варіант запису Шенфліса, заснований на алгебраїчній структурі групи кватерніонів, з позначеннями однією або двома великими літерами і повним набором нижніх числових індексів. Порядок групи позначається індексом, якщо тільки він не подвоюється символом плюс-мінус («±»), який передбачає центральну симетрію .
Також наведено символіку Германа — Могена (міжнародна нотація). Групи кристалографії, загалом 32, є підмножиною з елементами порядку 2, 3, 4 і 6.

## Симетрії-інволюції
Є чотири симетрії, які є оберненими собі, тобто інволюціями: тотожне перетворення (C1), дзеркальна симетрія (Cs), обертова симетрія (C2), і центральна симетрія (Ci).
| Міжн. | Геом. | Орб. | Шенф.   | Конвей  | Кокс.   | Пор. | Фунд. область |
| ----- | ----- | ---- | ------- | ------- | ------- | ---- | ------------- |
| 1     | 1     | 11   | C1      | C1      | ][ [ ]+ | 1    |               |
| 2     | 2     | 22   | D1 = C2 | D2 = C2 | [2]+    | 2    |               |

| Міжн. | Геом. | Орб. | Шенф.          | Конвей    | Кокс.   | Пор. | Фунд. область |
| ----- | ----- | ---- | -------------- | --------- | ------- | ---- | ------------- |
| 1     | 22    | ×    | Ci = S2        | CC2       | [2+,2+] | 2    |               |
| 2 = m | 1     | *    | Cs = C1v = C1h | ±C1 = CD2 | [ ]     | 2    |               |

## Циклічна симетрія
Існують чотири нескінченних сімейства циклічної симетрії з n=2 і вище (n може дорівнювати 1 як особливий випадок немає симетрії).
| Міжн. | Гео | Орб. | Шенф.     | Конвей    | Кокс.         | Пор. | Фунд. область |
| ----- | --- | ---- | --------- | --------- | ------------- | ---- | ------------- |
| 2     | 2   | 22   | C2 = D1   | C2 = D2   | [2]+ [2,1]+   | 2    |               |
| mm2   | 2   | *22  | C2v = D1h | CD4 = DD4 | [2] [2,1]     | 4    |               |
| 4     | 42  | 2×   | S4        | CC4       | [2+,4+]       | 4    |               |
| 2/m   | 2   | 2*   | C2h = D1d | ±C2 = ±D2 | [2,2+] [2+,2] | 4    |               |

| Міжн.                    | Геом.                | Орб.                | Шенф.               | Конвей                      | Кокс.                                      | Пор.         | Фунд. область |
| ------------------------ | -------------------- | ------------------- | ------------------- | --------------------------- | ------------------------------------------ | ------------ | ------------- |
| 3 4 5 6 n                | 3 4 5 6 n            | 33 44 55 66 nn      | C3 C4 C5 C6 Cn      | C3 C4 C5 C6 Cn              | [3]+ [4]+ [5]+ [6]+ [n]+                   | 3 4 5 6 n    |               |
| 3m 4mm 5m 6mm -          | 3 4 5 6 n            | *33 *44 *55 *66 *nn | C3v C4v C5v C6v Cnv | CD6 CD8 CD10 CD12 CD2n      | [3] [4] [5] [6] [n]                        | 6 8 10 12 2n |               |
| 3 8 5 12 -               | 62 82 10.2 12.2 2n.2 | 3× 4× 5× 6× n×      | S6 S8 S10 S12 S2n   | ±C3 CC8 ±C5 CC12 CC2n / ±Cn | [2+,6+] [2+,8+] [2+,10+] [2+,12+] [2+,2n+] | 6 8 10 12 2n |               |
| 3/m=6 4/m 5/m=10 6/m n/m | 32 42 52 62 n2       | 3* 4* 5* 6* n*      | C3h C4h C5h C6h Cnh | CC6 ±C4 CC10 ±C6 ±Cn / CC2n | [2,3+] [2,4+] [2,5+] [2,6+] [2,n+]         | 6 8 10 12 2n |               |

## Діедрична симетрія
Існує три нескінченних сімейства з діедричною симетрією з n рівним 2 і більше (n може дорівнювати 1 як особливий випадок).
| Міжн. | Геом. | Орб. | Шенф. | Конвей | Кокс.  | Пор. | Фунд. область |
| ----- | ----- | ---- | ----- | ------ | ------ | ---- | ------------- |
| 222   | 2.2   | 222  | D2    | D4     | [2,2]+ | 4    |               |
| 42m   | 42    | 2*2  | D2d   | DD8    | [2+,4] | 8    |               |
| mmm   | 22    | *222 | D2h   | ±D4    | [2,2]  | 8    |               |

| Міжн.                | Геом.               | Орб.                     | Шенф.               | Конвей                         | Кокс.                                 | Пор.           | Фунд. область |
| -------------------- | ------------------- | ------------------------ | ------------------- | ------------------------------ | ------------------------------------- | -------------- | ------------- |
| 32 422 52 622        | 3.2 4.2 5.2 6.2 n.2 | 223 224 225 226 22n      | D3 D4 D5 D6 Dn      | D6 D8 D10 D12 D2n              | [2,3]+ [2,4]+ [2,5]+ [2,6]+ [2,n]+    | 6 8 10 12 2n   |               |
| 3m 82m 5m 12.2m      | 62 82 10.2 12.2 n2  | 2*3 2*4 2*5 2*6 2*n      | D3d D4d D5d D6d Dnd | ±D6 DD16 ±D10 DD24 DD4n / ±D2n | [2+,6] [2+,8] [2+,10] [2+,12] [2+,2n] | 12 16 20 24 4n |               |
| 6m2 4/mmm 10m2 6/mmm | 32 42 52 62 n2      | *223 *224 *225 *226 *22n | D3h D4h D5h D6h Dnh | DD12 ±D8 DD20 ±D12 ±D2n / DD4n | [2,3] [2,4] [2,5] [2,6] [2,n]         | 12 16 20 24 4n |               |

## Симетрії многогранників
Існує три типи симетрії многогранників: тетраедрична симетрія, октаедрична симетрія і ікосаедрична симетрія, названі за правильними многогранниками з трикутними гранями, які мають відповідні симетрії.
| Міжн. | Геом. | Орб. | Шенф. | Конвей | Кокс.            | Пор. | Фунд. область |
| ----- | ----- | ---- | ----- | ------ | ---------------- | ---- | ------------- |
| 23    | 3.3   | 332  | T     | T      | [3,3]+ = [4,3+]+ | 12   |               |
| m3    | 43    | 3*2  | Th    | ±T     | [4,3+]           | 24   |               |
| 43m   | 33    | *332 | Td    | TO     | [3,3] = [1+,4,3] | 24   |               |

| Міжн. | Геом. | Орб. | Шенф. | Конвей | Кокс.             | Пор. | Фунд. область |
| ----- | ----- | ---- | ----- | ------ | ----------------- | ---- | ------------- |
| 432   | 4.3   | 432  | O     | O      | [4,3]+ = [[3,3]]+ | 24   |               |
| m3m   | 43    | *432 | Oh    | ±O     | [4,3] = [[3,3]]   | 48   |               |

| Міжн. | Геом. | Орб. | Шенф. | Конвей | Кокс.  | Пор. | Фунд. область |
| ----- | ----- | ---- | ----- | ------ | ------ | ---- | ------------- |
| 532   | 5.3   | 532  | I     | I      | [5,3]+ | 60   |               |
| 532/m | 53    | *532 | Ih    | ±I     | [5,3]  | 120  |               |